# Lüsekamp et Boschbeek
Lüsekamp et Boschbeek est une réserve naturelle située dans la commune de Niederkrüchten dans l'arrondissement de Viersen en Rhénanie-du-Nord-Westphalie.

## Description
D'une superficie d'environ 255 hectares, elle est placée sous protection naturelle en 1979. Elle s'étend au sud-ouest d'Elmpt, un quartier de la commune de Niederkrüchten, directement à la frontière de l'État avec les Pays-Bas, qui s'étend à l'ouest et au sud de la zone. La route fédérale 52 va vers le nord.
La réserve naturelle fait partie de la réserve ornithologique européenne « Schwalm-Nette-Platte avec Grenzwald et Meinweg ».
Elle héberge l'une des plus vastes populations de vipères d'Allemagne, ainsi qu'une importante population de grenouilles.
Cinq chevaux de race Konik se trouvent dans cette réserve naturelle, sur des prairies humides, des landes et des surfaces maigres de sable, depuis 2013 et avec le soutien de la Sparkassenstiftung.